# Plato de los montes
El plato de los montes es un plato combinado propio de la gastronomía de Málaga, especialmente de los Montes de Málaga, y es servido como plato estrella de las numerosas ventas de carretera de la comarca, especialmente en la Carretera de Colmenar o Carretera de los Montes.
Un plato de los montes consta principalmente de lomo en manteca colorá, acompañado por numerosas frituras, generalmente patatas fritas, chorizo, huevo frito, morcilla y pimientos fritos.

## Origen
El plato tiene su origen en la energética comida que se le servía a los arrieros que cruzaban en burro la montañosa provincia de Málaga en los años 1930 y que se apeaban en las numerosas ventas del camino.
Hoy en día el plato se ha popularizado, y es una comida propia de los domingos de invierno, cuando los domingueros malagueños pasan la mañana en los montes de Málaga, y almuerzan en una de las citadas ventas.